# Тёнгюргестях
Тёнгюргестях (устар. Тёнгюргестээх; якут. Төҥүрэстээх) — река в Жиганском районе Якутии левый приток реки Лена. Впадает в протоку Куспа, впадающую в Лену в 530 км от её устья. Длина — 58 км. Высота устья — 20 м над уровнем моря.
С левого берега от реки отделяется протока Догдор.

## Притоки
(км от устья)
- 39 км: река без названия (пр)
- 45 км: Аппа (лв)

## Данные водного реестра
По данным государственного водного реестра России и геоинформационной системы водохозяйственного районирования территории РФ, подготовленной Федеральным агентством водных ресурсов:
- Бассейновый округ — Ленский
- Речной бассейн — Лена
- Речной подбассейн — Лена ниже впадения Вилюя до устья
- Водохозяйственный участок — Лена от впадения Вилюя до водного поста ГМС Джарджан[2]